# Мастопатия
Мастопати́я (др.-греч. μαστός «грудь» + πάθος «страдание, болезнь»; англ. fibrocystic mastopathy, fibrocystic breast changes), фибро́зно-кисто́зная боле́знь — заболевание молочной железы, характеризующееся патологическим разрастанием её тканей, болью, а иногда и патологической секрецией.
Мастопатия известна более ста лет и до сих пор остаётся самым распространённым заболеванием молочной железы.

## Общие понятия
Основная роль в возникновении мастопатии принадлежит дефициту прогестерона и повышению уровня эстрогенов с развитием гиперэстрогении, приводящей к разрастанию эпителия альвеол, протоков, соединительной ткани. Определенную роль может играть повышенная продукция пролактина, регулирующего рост, развитие и функциональное состояние молочных желез.
Выделяют два вида мастопатии — диффузную и узловую. Заболевание начинается с разрастания соединительной ткани, при этом образуются мелкие просовидные узелки и тяжи (диффузная форма). При дальнейшем развитии болезни в ткани молочной железы образуются плотные узлы размером от горошины до грецкого ореха (узловая форма). Диффузная форма может быть с преобладанием кистозного, фиброзного или железистого компонента, а также смешанной формы (фиброзно-кистозная болезнь). Любая патология молочной железы может способствовать или служить предрасполагающим фактором развития рака. Поэтому важна своевременная диагностика патологии молочных желез, которая основывается на оценке жалоб и ваших ощущений, осмотре молочных желез, их пальпации, УЗИ, пункции узловых образований, кист и подозрительных участков и цитологическом исследовании пунктата при взятии отпечатков секрета из сосков, маммографии. Маммологическое обследование должно проводиться всем женщинам, обратившимся к гинекологу. Также всем женщинам после 45 лет рекомендуется регулярно проходить осмотры у маммолога.

## Диагностика
Самый простой, доступный, а зачастую и самый эффективный способ обнаружить какие-либо изменения в груди — провести самостоятельный осмотр молочных желез. В Европе, Америке и других развитых странах самостоятельный осмотр груди является обычной и необходимой частью контроля состояния своего здоровья. С приёмами самообследования груди можно познакомиться в любой женской консультации, поликлинике. Оно включает в себя осмотр молочных желез в зеркале и их ощупывание в положении стоя и лежа.
Основными методами объективной оценки состояния молочных желез является УЗИ и маммография, взаимодополняющие друг друга. УЗИ безопасно, позволяет проводить динамическое исследование, лишено возрастных ограничений, позволяет обследовать беременных и кормящих женщин. Однако при диагностике опухолей менее 1 см диагностическая эффективность низкая. Маммография (методика рентгенологического исследования молочных желез) позволяет своевременно распознать патологические изменения. Метод простой, безопасный для обследуемых, отличается высокой диагностической эффективностью. В настоящее время в мире принято проводить маммографическое исследование женщинам, начиная с 35 лет 1 раз в 2 года, при отсутствии показаний для более частого обследования, а женщинам старше 50 лет — 1 раз в год. УЗИ и маммография проводятся на 6—12 день менструального цикла (при отсутствии менструаций — в любой день).
При наличии узловых образований, подозрительных на опухоль участков, необходима биопсия молочной железы с последующим цитологическим исследованием полученных клеток ткани железы. Цитологическому исследованию подлежат также выделения из сосков.

## Лечение
- Мастопатия, в большинстве случаев, не вызывает беспокойства у женщин, особенно до 30 лет. Но со временем она прогрессирует. Исходя из этого, настоятельно рекомендуется всем женщинам, у которых есть подозрение на мастопатию (по результатам самоосмотра или при наличии характерных симптомов), как можно раньше обратиться к врачу. Своевременно начатое лечение мастопатии позволяет добиться хороших результатов.

Лечение мастопатии подбирается строго индивидуально в зависимости от её формы, наличия гинекологических заболеваний, гормонального статусa. Оно направлено на уменьшение фиброзной ткани и кист в молочной железе, нормализацию уровня гормонов в крови, ликвидацию эндокринных заболеваний и воспалительных заболеваний органов половой системы, устранение болевого синдромa, нормализация работы печени, почек, центральной нервной системы. Лечение может длиться годами.
Категорически запрещается курение и алкоголь.
Консервативному лечению мастопатии подлежат женщины с диффузными формами заболевания, a также после оперативного лечения узловой мастопатии. С этой целью в настоящее время используют как гормональные, так и негормональные методы. Эффективность каждого из методов зависит от индивидуальных особенностей течения заболевания и множества других факторов. Минздравом России пациенткам с фиброзно-кистозной мастопатией и мастодинией для купирования циклического болевого синдрома рекомендовано использование лекарственных препаратов на основе прутняка обыкновенного. При этом в систематических обзорах отмечается неоднородность результатов исследований таких препаратов и высокие риски ошибок по необъективности

### Гормональная терапия
Назначение гормональной терапии должно быть строго обосновано, выполняется только врачом после определённой программы обследования. Поэтому самолечение недопустимо. Спектр гормональных препаратов, используемых для лечения мастопатии широк — от низкодозированных оральных контрацептивов и aналогов половых гормонов до их aгонистов и aнтагонистов. Системная гормональная терапия при мастопатии на практике применяется крайне редко, в особых случаях.

### Образ жизни
Некоторые авторы[кто?] полагают что, при фиброзно-кистозных заболеваниях противопоказаны: физиопроцедуры, посещение бани, солнечный и искусственный загар.
Кроме того, рекомендуется вести здоровый образ жизни: исключить aлкоголь, курение, правильно питаться и много двигаться, заниматься физкультурой, посещать бассейн, спать не менее 8 часов, избегать стрессов.